# Vicente Luna Cerveró
Vicente Luna Cerveró (València, 22 de juliol de 1925 - 9 d'octubre del 2021) fou un artista faller. Estudia a l'Escola d'Arts i Oficis de València. Aprèn l'ofici de la mà de Carles Tarazona i Vicent Hurtado. També col·labora a l'obrador de Regino Mas. Planta la seua primera falla l'any 1951 per la comissió Calixt III - Joan Llorenç.
En 1955 debuta a la Secció Especial de les Falles de València amb la comissió Plaça del Doctor Collado. Aconsegueix el primer premi de la categoria els anys 1961 i 1962 amb les obres "Tornejos" i "La campanada" plantades per la comissió Convent Jerusalem-Matemàtic Marçal i en 1963 amb "Va bola!" per la Falla de la Plaça del Mercat Central. És l'artista que més vegades ha plantat la Falla municipal de València realitzant-la en dotze ocasions. A la seua trajectòria acumula quatre Ninot indultats que s'exposen al Museu Faller de València. En 1982 amb motiu del Mundial de futbol de 1982 celebrat a Espanya crea una Falla de 30 metres i la planta el 19 de juny del mencionat any com a commemoració de l'esdeveniment.
Al llarg de la seua carrera l'artista ha creat esculptures per al Museu Taurí de València donada la seua gran afició per la Tauromàquia. També s'ha encarregat de la realització de carrosses, motius per a fires o exposicions nacionals i internacionals, gegants i cabuts i decorats per a grans superproduccions cinematogràfiques com "Lawrence d'Aràbia", "55 dies a Pequín", "Viatge al Centre de la Terra" o per a obres teatrals 
En 2005 la Generalitat Valenciana li concedeix la Distinció al Mèrit Cultural.